# Molatzes
Molatzes foi um oficial bizantino do século VI, ativo no reinado do imperador Justiniano (r. 527–565). Em 540, quando era duque na Fenícia Libanense, conduziu com Teoctisto seis mil homens para Antioquia para defendê-la de um ataque sassânida. Eles abandonaram as defesas e fugiram da cidade quando foram informados que a muralha foi obstruída, permitindo que os persas capturassem Antioquia.